# Paréherwenemef

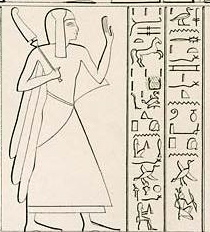
Paréherwenemef egy luxori templomfalon

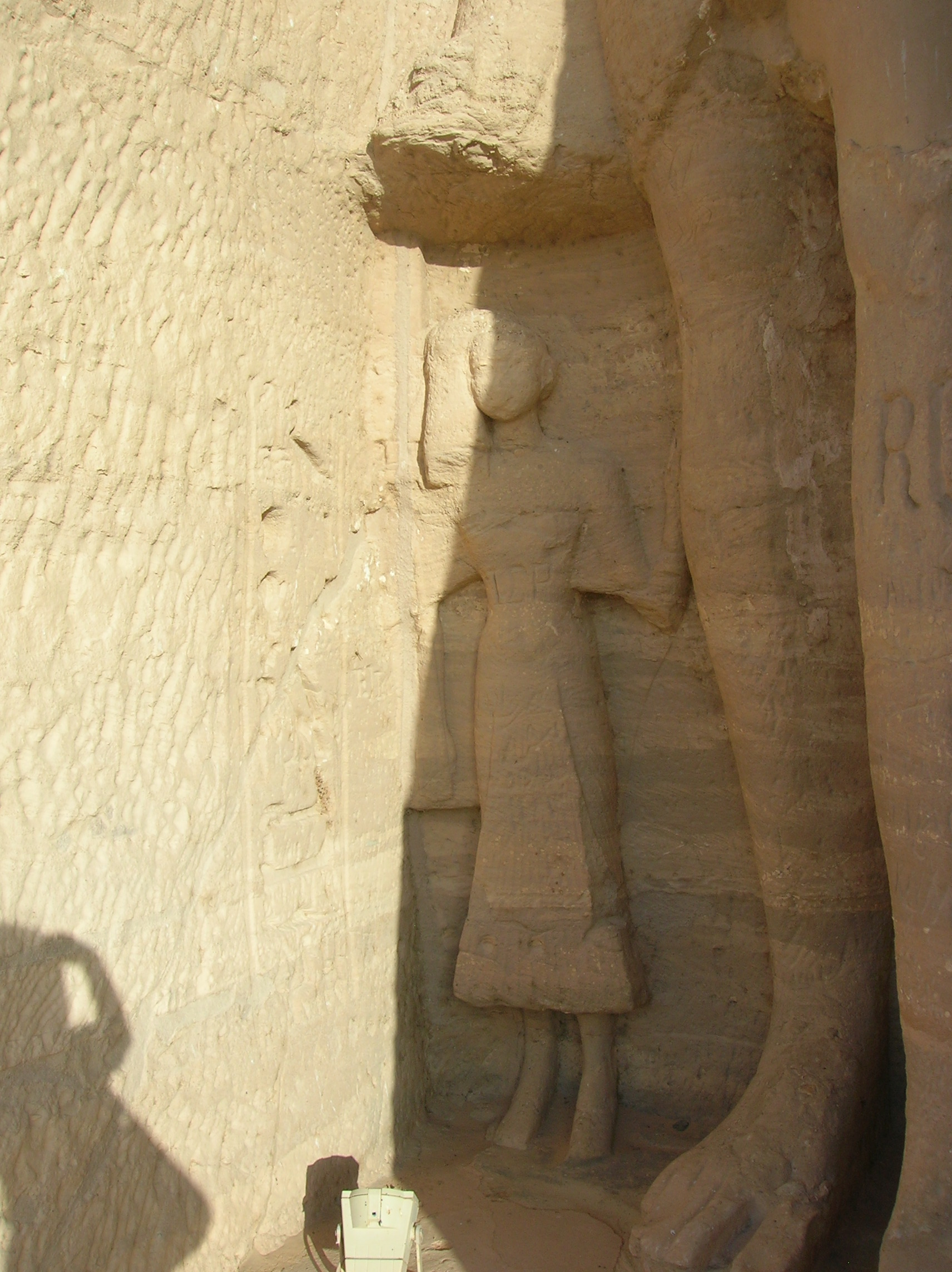
Paréherwenemef az Abu Szimbel-i kisebbik templom homlokzatán

Paréherwenemef (p3-rˀ-ḥr-wnm=f, „Ré az ő jobb karjával van”) ókori egyiptomi herceg a XIX. dinasztia idején; II. Ramszesz fáraó és Nofertari királyné fia.
Ramszesz harmadik, Nofertari második fiaként született, még a fáraó trónra lépése előtt. Alakja megjelenik a kisebbik Abu Szimbel-i templom ábrázolásain, ez alapján tudni, hogy Nofertari volt az anyja, mert itt csak az ő hat gyermekét ábrázolták. Jelen volt a kádesi csatában, a fáraó uralkodásának ötödik évében; az Abu Szimbel-i nagyobbik templom belsejében egy ábrázolásokon harci fogatot vezet a csatába, egy másikon foglyul ejtett ellenséges harcosokat vezet apja elé, tizenkét fivérével együtt. Később kinevezték a lovak főfelügyelőjévé, majd őfelsége első kocsihajtójává, öccsével, Montuherkhopseffel együtt.
Ábrázolják a nagyobbik Abu Szimbel-i templom belsejében és a Ramesszeum palotahomlokzatán. Egy Karnakban talált oszloptalapzat említi a nevét; ugyanez a töredék egy Wadzset-hati nevű nőt is említ, de neki a herceghez fűződő kapcsolata nem ismert.
Paréherwenemef hamarabb meghalt apjánál, így nem került trónra, és bár Ramszesz legidősebb fiai közé tartozott, sosem viselt trónörökösi rangot; bátyjai, Amonherkhopsef és Ramszesz trónörökös hercegek halála után nem ő, hanem a negyedik fiú, Haemuaszet lett a következő trónörökös, az 50. uralkodási évben. Paréherwenemef már ezen időpont előtt meghalt.
III. Ramszesz, aki több fiát példaképe, II. Ramszesz fiairól nevezte el, őróla is elnevezte egy fiát, Paréherwenemefet.

## Külső hivatkozások
- Paréherwenemef, II. Ramszesz fia Archiválva 2011. július 23-i dátummal a Wayback Machine-ben (angol)